# Hans Schjellerup

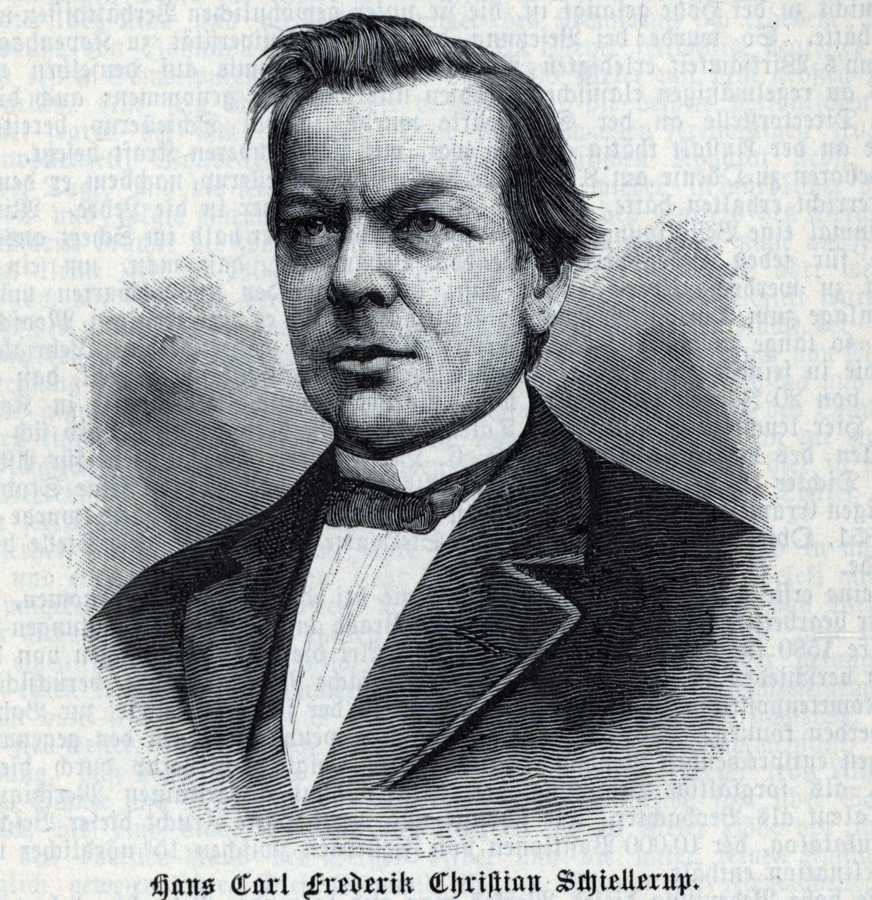
Hans Schjellerup

Hans Carl Frederik Christian Schjellerup (* 8. Februar 1827 in Odense; † 13. November 1887 in Kopenhagen) war ein dänischer Astronom.

## Leben
Nach Beendigung der Schule wurde Schjellerup zu einem Uhrmacher in die Lehre gegeben. Sie entsprach jedoch nicht seinen wissenschaftlichen Neigungen, so dass er sich im Eigenstudium fortbildete und 1848 die Aufnahmeprüfung an der Polytechnischen Lehranstalt in Kopenhagen bestand. Nach nur zwei Jahren konnte er 1850 das Studium mit der Abschlussprüfung in Angewandter Mathematik und Mechanik beenden. 1851 trat er eine Stelle als Observator an der alten Universitäts-Sternwarte an. Einige Jahre später wurde er auch Lehrer für Mathematik und Astronomie an der Marine-Offiziersschule und Zeichenlehrer an der Polytechnischen Lehranstalt. Er behielt diese Posten bis zu seinem Tode.
Die alte Sternwarte war gut 200 Jahre früher unter Longomontanus als Turm in der Innenstadt erbaut worden. Trotz mehrfacher Ausstattung mit neuen Instrumenten war sie mittlerweile wegen ihrer beengten Räumlichkeiten, die keine fest aufgestellten Instrumente zuließen, sowie wegen ihrer ungünstigen Stadtlage nur eingeschränkt zu astronomischen Arbeiten tauglich. Schjellerups Beobachtungstätigkeit musste sich daher zunächst auf den Zeitdienst beschränken. Er widmete sich deshalb stärker theoretischen Untersuchungen wie etwa Bahnberechnungen von Kleinplaneten und Kometen, darunter insbesondere des Kometen von 1580 anhand der Originalbeobachtungen Tycho Brahes.
Als 1855 der Lehrstuhl für Astronomie an der Universität frei wurde, erhielt Schjellerup diesen Posten nicht, da er nicht Absolvent der Universität war. Als der Bau einer neuen Sternwarte erwogen wurde, zog man ihm Heinrich Louis d’Arrest für den Posten als Direktor vor, da dieser sich in der Astronomie bereits einen Namen gemacht hatte. Die neue, 1861 fertiggestellte Universitätssternwarte bot Schjellerup aber nun wesentlich bessere Bedingungen für astronomische Beobachtungen. 1875, nach dem Tode d'Arrests, wurde ihm die Professur für Astronomie angetragen. Er lehnte jedoch ab, teils wegen der damit verbundenen finanziellen Einbußen, teils weil er die Muße zu eigenen Studien verloren hätte, welche die Routinearbeiten an der Sternwarte und die anderen Verpflichtungen ihm ließen.

## Astronomie
Die neue Sternwarte war mit einem zehnzölligen Refraktor von Merz und einem Meridiankreis von Pistor & Martins ausgestattet. Mit diesem Meridiankreis begann Schjellerup im September 1861, Sterne – vornehmlich achter und neunter Größenklasse – in der Zone zwischen +15° und −15° Deklination zu beobachten. Schon 1864 konnte er der Königlich Dänischen Akademie der Wissenschaften einen Katalog mit den für 1865 berechneten mittleren Örtern von 10.000 Sternen vorlegen.
1866 veröffentlichte Schjellerup einen Katalog roter Sterne, welche für die damals neu eingeführte Spektroskopie als vermeintliche Endstadien der Sternentwicklung von besonderem Interesse waren.
Schjellerup begann, orientalische Sprachen zu erlernen, hauptsächlich Arabisch und Chinesisch. In der Dänischen Königlichen Bibliothek fand er ein Manuskript des persischen Astronomen al-Sufi, in welchem dieser eine sorgfältige und auf eigenen Beobachtungen beruhende Beschreibung der Fixsterne gab. Diese Beobachtungen stammten aus dem 10. Jahrhundert, lagen also zeitlich etwa in der Mitte zwischen dem Almagest und modernen Sternkatalogen. Da keine anderen Beobachtungen von Sternhelligkeiten aus jener Epoche bekannt sind, übersetzte Schjellerup dieses Werk (unter Beiziehung eines zweiten Manuskriptes aus St. Petersburg) und machte die Helligkeitsbeobachtungen so der astronomischen Forschung zugänglich. Sein Vorhaben, in einem weiteren Werk auch andere antike Beobachtungen durch Übersetzungen zu erschließen, gab er jedoch angesichts der Schwierigkeiten auf, die sich ihm bei der Publikation der Étoiles Fixes entgegengestellt hatten. Er begann stattdessen im Jahre 1881 mit einer Reihe einzelner Veröffentlichungen unter dem Titel „Recherches sur l’Astronomie des Anciens“ (Untersuchungen zur Astronomie der Alten), von denen bis zu seinem Tode allerdings nur drei erschienen. Die erste befasste sich mit der in Alexandria verwendeten Methode, nachts die Zeit anhand von Sternkulminationen zu messen; die zweite untersuchte chinesische Beobachtungen von Sonnenfinsternissen; die dritte verglich sieben von Ptolemäus berichtete Konjunktionen zwischen dem Mond und Fixsternen mit modernen Mondtafeln.
Der Mondkrater Schjellerup ist nach ihm benannt.

## Werke (Auswahl)
- Stjernefortegnelse indeholdende 10000 Positioner af teleskopiske Fixstjerner imellem - 15 og + 15 Graders Deklination. Kopenhagen 1864 (Digitalisat)
- Description des Étoiles Fixes, composée au milieu du dixième siècle de notre ère par l'Astronome Persan Abd-al-Rahman al-Sûfi. St. Petersburg 1874 (Digitalisat)